# Юшневская, Мария Казимировна
Мария Казимировна Юшневская (1790 — 1863, Киев) — урождённая Круликовская, в первом браке Анастасьева, жена декабриста А. П. Юшневского.

## Биография
Дворянского происхождения, полька, ревностная католичка. В первом браке — за Анастасьевым, с которым развелась. Вышла замуж за А. П. Юшневского в 1812 году. Разрешение следовать за мужем получила 4 января 1829 года (прошение было подано ещё в 1826 году). Её дочери от первого брака не было разрешено сопровождать мать. В 1830 — 1839 годах жила с мужем в Петровском Заводе. Как и другие жёны декабристов вела переписку с родными и друзьями ссыльных (до выхода на поселение им было запрещено писать собственноручно). После на поселении в д. Кузьминская (близ Иркутска), а с 1841 года в д. Малая Разводная. Супруги брали в дом воспитанников, в основном из купеческих детей. После внезапной смерти мужа (1844) Юшневской не разрешили вернуться в Европейскую Россию. Жила в Кяхте, Иркутске, Селенгинске, зарабатывая уроками. Получила возможность вернуться только в 1855 году (за ней был установлен полицейский надзор). Умерла в Киеве, в 1863 году.